# Murroes House

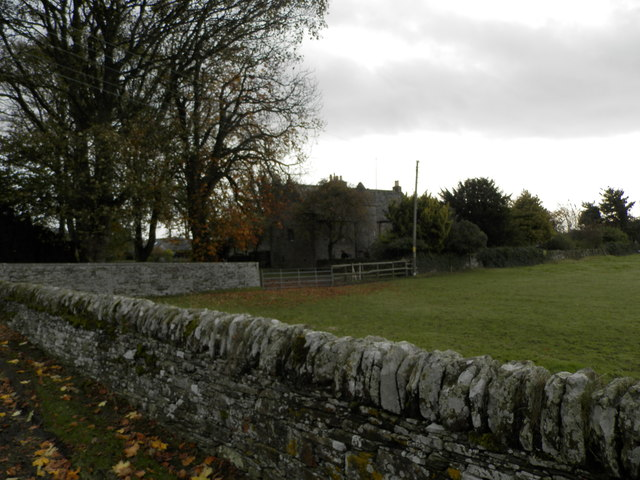
Murroes House

Murroes House ist eine Villa nahe der schottischen Ortschaft Wellbank in der Council Area Angus. 1971 wurde das Bauwerk in die schottischen Denkmallisten in der höchsten Denkmalkategorie A aufgenommen.

## Geschichte
Erbauer von Murroes House war die Familie Fothringham aus Wester Powries, die es im Laufe des 16. Jahrhunderts errichten ließen. Um das Jahr 1600 wurde das feste Haus erweitert. Vermutlich handelte es sich jedoch zu keiner Zeit um den Stammsitz der Fothringhams. Vermutlich im Laufe des 17. Jahrhunderts zog die Familie nach Inverarity, wo sie um 1740 und abermals 1859 ihren Stammsitz Fothringham House errichten ließen. Im 19. Jahrhundert lebten Landarbeiter in Murroes House. Im Jahre 1942 wurde die Villa restauriert. In diesem Zuge wurde auch der Turm aufgestockt. In den 1960er Jahren wurde ein Flügel an der Südseite ergänzt.

## Beschreibung
Murroes House steht rund zwei Kilometer südwestlich von Wellbank. Es bestehen architektonische Parallelen zum nahegelegenen Gagie House. Sein Mauerwerk besteht aus Bruchstein vom Sandstein. Der ältere, höhere Bauteil verfügt über Schießscharten. Der um 1600 entstandene Anbau ist größer, jedoch niedriger ausgeführt. Dort findet sich das zweiflüglige Eingangsportal mit Kämpferfenster. An der Westseite tritt ein Treppenturm mit Kegeldach aus der Fassade heraus. Die abschließenden Dächer sind mit grauem Schiefer eingedeckt. Das Satteldach des älteren Bauteils ist mit Staffelgiebeln ausgeführt. Der neuere Bauteil schließt hingegen mit einem Walmdach.